# Miko (animateur)
Pour les articles homonymes, voir Miko et Simeoni.
Michael Simeoni, dit Miko, né le 4 mai 1976 à Paris, est un réalisateur, animateur de radio et de télévision, vidéaste web et streameur français.

## Biographie

### Formation
Miko passe sa scolarité au lycée Janson-de-Sailly de 1987 à 1992 puis au lycée autogéré de 1992 à 1994 à Paris. Il intègre l'École supérieure d'études cinématographiques en 1996, avant de la quitter l'année suivante.

### Parcours professionnel
(octobre 2022).
Si vous disposez d'ouvrages ou d'articles de référence ou si vous connaissez des sites web de qualité traitant du thème abordé ici, merci de compléter l'article en donnant les références utiles à sa vérifiabilité et en les liant à la section « Notes et références ».
Il réalise ses débuts à la radio en 1994 en coanimant l'émission La Nuit des auditeurs avec l'animateur Sébastien Cauet sur Fun Radio jusqu'en janvier 1995, et le suit ensuite sur Skyrock de 1996 à 1998. À la même époque, il fait une apparition dans le court métrage Tous à la manif de Laurent Cantet.
Après le départ de Cauet pour NRJ, il reste sur Skyrock, entre 6 h et 9 h, collabore avec Michaël Youn[source secondaire souhaitée] et crée l'appel virtuel (canular téléphonique utilisant des extraits de films).
A début des années 2000, Sébastien Cauet, alors directeur des programmes d'Europe 2, embauche Miko pour assister Bill et Miguel au 6 h/9 h de la station. Il reste au même poste quand Cauet reprend cette tranche matinale et se retrouve également sur MCM, où l’émission est diffusée une fois par semaine. En parallèle, il intègre l'équipe de La Méthode Cauet sur TF1 où il incarne plusieurs personnages. En 2004, il suit Cauet sur Fun Radio et dans CaueTivi sur TF6. En 2007, il est avec Cartman le guest de Martin Solveig dans le clip Rejection.
En 2008, il participe à l'émission Le 6h-9h sur Virgin Radio et crée une société de productions, Smoker Productions. Il est présent dans l'émission Miko et Cartman sans surveillance à partir du 13 mars 2009 sur la chaîne Virgin 17 produite par Benjamin Morgaine. Deux ans plus tard, il réalise avec son collègue Cartman une parodie du lip dub des jeunes de l'UMP. Puis, l'année suivante, le duo présente sur MCM l'émission SOS - Souffrir ou sourire.
La même année, il réalise une série de 16 épisodes de 26 minutes, Miko & cartman ne foutent rien, diffusée sur Comédie+ avec Bob Sinclar, Pascal Elbé, Alyson Paradis, Reem Kherici, Martin Solveig, Alexandre Pesle, Ramzy, Soprano.
En 2012, Miko réalise son premier clip vidéo, sur une chanson d'Oldelaf, C MichL, dans lequel il interprète Jacky Williams, le manager de Michel alias Cartman. Il signe également par la suite les clips de Sébastien Patoche : La Cartouche (1 million de vues en 48 heures) , Quand il pète il troue son slip et On va la foutre au fond. 
En 2014, il réalise le générique de l'émission et remplace Vincent Desagnat pendant quelques mois et créé des personnages comme Mark Vador, Titinéris ou Jean-Claude Bourré. L'année suivante, il coréalise avec son complice Cartman les Yahoo F.A.N.S. avec de nombreux invités. Il participe également à l'émission Les People retournent à l'école sur NRJ 12 en interprétant Cristino Cordulo. Il tourne également en tant que comédien dans la série télévisée À votre service réalisée par Florian Hessique, où il y interprète le rôle de Pierre.
En 2015, Miko collabore à La Tranche de Gigot, la matinale de Rire et Chansons, en produisant le réveil des stars de l'humour. Il intervient également dans l'émission de Sébastien Folin Folin Hebdo sur France Ô pour son Miko-Trottoir. Enfin, il réalise La video qui donne des pouvoirs pour Cauet.
En 2016, il réalise des parodies pour l'émission La Grosse Émission sur comédie+ ainsi que le Making-of pour la dernière. En parallèle, il anime la matinale de la radio Voltage de 6 heures à 9 heures aux côtés de Sandra Marconi. 
À partir du 16 mars 2017, Miko est aux côtés de Jb Goupil et Nadège Lacroix à la présentation de l'émission Ridiculous saison 2 sur la chaîne MTV. La même année, il réintègre l'équipe de Cauet dans son émission Cauet/s'lache de 18h à 21h sur Virgin Radio. L'année suivante, il le suit à nouveau sur NRJ où il anime avec lui l'émission C'Cauet jusqu'en novembre 2023.
À partir du 29 janvier 2019, Miko est à la tête du CC Zap sur la chaîne Comedy Central. Il s'agit de la première émission intégralement française de cette chaîne. [source secondaire souhaitée]
Depuis début 2020, Miko se lance dans le streaming sur Twitch sous le nom de "Mikofficiel", où il joue à des jeux vidéo avec sa communauté, la "TM" (la Team Miko). Trois ans plus tard, il étend son activité sur Kick. Parmi les jeux qu'il explore avec ses followers, on retrouve GTA5, Star Wars Battlefront 2 entre autres. En plus des sessions de jeu, Miko propose des moments de "chilling", des discussions accessibles avec ses viewers, ainsi que des expérimentations avec des outils d'intelligence artificielle. Chaque dimanche, il anime "le Ciné Z", une émission où il présente et discute des films de série Z, souvent caractérisés par leur style nanardesque.
Depuis le 31 octobre 2021, Miko est également présent sur YouTube, où il propose "La 1ère séance Ciné/TV/Séries". Il découvre des films et des séries qu'il n'a pas encore vus et les commente avec un mélange d'humour et d'analyse, toujours au second degré. En plus, il présente divers autres concepts, offrant un contenu varié à sa communauté.

## Parcours en radio
- 1994-1995 : coanimateur de l'émission La Nuit des auditeurs avec Sébastien Cauet sur Fun Radio
- 1996-1998 : collaborateur de Skyrock avec Sébastien Cauet
- 1998-2000 : coanimateur de la matinale de Skyrock avec Michaël Youn
- 2000-2004 : collaborateur de la matinale d'Europe 2
- 2004-2007 : collaborateur de Fun Radio
- 2008-2009 : participant à la matinale de Virgin Radio
- 2015-2016 : collaborateur de l'émission La Tranche de Gigot, la matinale de Rire et Chansons
- 2016-2017 : animateur de la matinale de la radio Voltage aux côtés de Sandra Marconi
- 2017-2018 : collaborateur de émission Cauet/s'lache sur Virgin Radio
- 2018-2023  : coanimateur de l'émission C'Cauet sur NRJ

## Émissions de télévision
- 2003 : La Methode Cauet sur TF1
- 2003 : Cauetivi sur  MCM
- 2004 : Cauetivi sur TF6
- 2005 : Les pénibles[12] sur TF6
- 2006 : Cauet retourne la tv sur TF1
- 2006 : Pas de vacances pour Cauet[13] sur TF1
- 2006 : Muppets TV (voix de Animal) sur TF1
- 2007 : Qu'est ce qu'on met dans le best of ? sur TF6
- 2007 : C'est que du Fun[14] sur TF6
- 2008 : Cauet à New York[15] sur TF6
- 2008 : Cauet fait le tour de Marrakech[16], Le Ch'nord[17], Avoriaz[18], Thaïlande... sur TF6[réf. nécessaire]
- 2009 : Miko et Cartman sans surveillancesur Virgin 17[réf. nécessaire]
- 2011 : SOS Souffrir ou sourire sur MCM
- 2011 : Ultra 2010 sur  MCM
- 2012 : La nuit des publivores[19] sur  MCM
- 2012 : Miko et Cartman bullent à Angoulême sur  MCM
- 2013 : Show le matin sur D17
- 2014 : Les peoples passent le Bac[20] sur NRJ 12
- 2015 : Le Folin hebdo[21] sur France Ô
- 2018 : Fort Boyard sur France 2
- 2019 : Le CC Zap[9] sur Comedy Central
- 2019-2023: C'Cauet sur NRJ 12

## Filmographie

### Séries
- 2011 : Miko & Cartman ne foutent rien[22][source insuffisante] de Michael Simeoni et Nicolas Ciattoni
- 2012 : Buzz-Moi de Koxie
- Depuis 2015 : À votre service de Florian Hessique : Pierre Bouture

### Clips
- 2005 : participant à Rejection de Martin Solveig
- 2009 : participant à Marseille de Punition Kolektive
- 2010 : participant à Jeu 2 mains (la main de Thierry Henry) de Patson
- 2010 : participant à A la one again funky de Def Bond
- 2012 : participant à C'est Michel de Michel
- 2013 : réalisateur de Et quand il pète il troue son slip de Sébastien Patoche
- 2013 : réalisateur de La cartouche de Sébastien Patoche
- 2014 : réalisateur de On va la foutre au fond de Sébastien Patoche
- 2014 : réalisateur de Grosse garde robe de L'Algérino

### Court-métrage
- 1995 : Tous à la manif de Laurent Cantet